# 扇町 (川崎市)
扇町（おうぎまち）は、神奈川県川崎市川崎区の町名。丁目の設定がない単独町名。1965年（昭和40年）7月1日に住居表示が実施されている。面積は1.82平方キロメートル。

## 地理
川崎区の南東部に位置する。四方を運河に囲まれた埋立地であり、一帯はJFEスチール東日本製鉄所やレゾナックなどの工場が立ち並ぶ工業地帯であるが、鶴見線の沿線には住宅も見られる。
扇町は北端で浅野運河・南渡田運河を挟んでそれぞれ浅野町・南渡田町と、東は池上運河を挟んで水江町と、南は京浜運河を挟んで東扇島と、西は田辺運河を挟んで白石町・大川町に接する。全域が工業専用地域に指定されている。

## 歴史
もともとは渡田村の地先にあった若尾新田と、その先の海であったが、浅野総一郎のもと、東京湾埋立会社（現在の東亜建設工業）により埋め立てられ、工場や埠頭が設置されていった。なお、埋め立ては戦後にも続けられ、1963年（昭和38年）に完結した。

### 地名の由来
浅野家の家紋である扇に由来するとされる。

### 沿革
- 1913年（大正2年）- 浅野総一郎のもと、埋め立てが始まる。
- 1928年（昭和3年）- 浅野総一郎による埋め立てが完成。扇町と命名される[13]。三井埠頭が操業を開始[10]。鶴見臨港鉄道（現：鶴見線）が扇町駅まで開通[14]。
- 1931年（昭和6年）- 昭和駅が開業[14]。昭和石油（現：出光興産）や昭和肥料（現：レゾナック）が操業を開始[10]。
- 1935年（昭和10年）- 日満倉庫川崎埠頭（現：東洋埠頭川崎支店）が設置される[13]。
- 1936年（昭和11年）- 日本鋼管扇町工場（現：JFEスチール東日本製鉄所）が開業[10]。
- 1945年（昭和20年) - アメリカ軍による空襲。被害多数。東京俘虜収容所川崎扇町分所の収容者22人も死亡[15]。
- 1965年（昭和40年）- 住居表示が実施される。
- 1972年（昭和47年）- 川崎市が政令指定都市に移行。当地は川崎区扇町となる。
- 2011年（平成23年）- 東亜石油扇町工場が閉鎖[16]。

## 世帯数と人口
2025年（令和7年）6月30日現在（川崎市発表）の世帯数と人口は以下の通りである。
| 町丁 | 世帯数 | 人口 |
| ---- | ------ | ---- |
| 扇町 | 33世帯 | 43人 |

### 人口の変遷
国勢調査による人口の推移。
| 年                 | 人口 |
| ------------------ | ---- |
| 1995年（平成7年）  | 90   |
| 2000年（平成12年） | 63   |
| 2005年（平成17年） | 61   |
| 2010年（平成22年） | 64   |
| 2015年（平成27年） | 64   |
| 2020年（令和2年）  | 52   |

### 世帯数の変遷
国勢調査による世帯数の推移。
| 年                 | 世帯数 |
| ------------------ | ------ |
| 1995年（平成7年）  | 52     |
| 2000年（平成12年） | 39     |
| 2005年（平成17年） | 37     |
| 2010年（平成22年） | 36     |
| 2015年（平成27年） | 49     |
| 2020年（令和2年）  | 17     |

## 学区
市立小・中学校に通う場合、学区は以下の通りとなる（2025年1月時点）。
| 番地 | 小学校             | 中学校             |
| ---- | ------------------ | ------------------ |
| 全域 | 川崎市立大島小学校 | 川崎市立臨港中学校 |

## 事業所
2021年（令和3年）現在の経済センサス調査による事業所数と従業員数は以下の通りである。
| 町丁 | 事業所数  | 従業員数 |
| ---- | --------- | -------- |
| 扇町 | 145事業所 | 3,754人  |

### 事業者数の変遷
経済センサスによる事業所数の推移。
| 年                 | 事業者数 |
| ------------------ | -------- |
| 2016年（平成28年） | 140      |
| 2021年（令和3年）  | 145      |

### 従業員数の変遷
経済センサスによる従業員数の推移。
| 年                 | 従業員数 |
| ------------------ | -------- |
| 2016年（平成28年） | 3,521    |
| 2021年（令和3年）  | 3,754    |

## 交通

### 鉄道
当地には鶴見線が通り、昭和駅・扇町駅の2駅が設置されている。なお、鶴見線は戦時買収私鉄であり、もともとは浅野財閥系列の鶴見臨港鉄道が運営していた。

### 道路
神奈川県道101号扇町川崎停車場線が、当地と川崎駅を結んでいる。なお、一般の利用ができる交通ではないが、JFEスチール東日本製鉄所内を結ぶ道路として、当地と対岸を結ぶ新大扇橋が架かっており、60トン級のトレーラーに耐える、稼働中のものとしては日本でも珍しい跳ね橋として、かながわの橋100選に選出されている。

### 路線バス
川崎市交通局が川13系統を、川崎鶴見臨港バスが川22系統を、それぞれ川崎駅との間で運行している。

### 港湾
当地には三井埠頭や、東洋埠頭川崎支店といった私設の港湾施設が存在する。

## 施設
- JFEスチール東日本製鉄所京浜地区（旧：日本鋼管）
- レゾナック川崎事業所 - 建物が「昭和電工川崎工場本事務所」の名称で登録有形文化財に登録されている[30]。
- JR東日本川崎火力発電所
- ENEOS川崎事業所
  - 川崎天然ガス発電所（上事業所内にある）

## ギャラリー

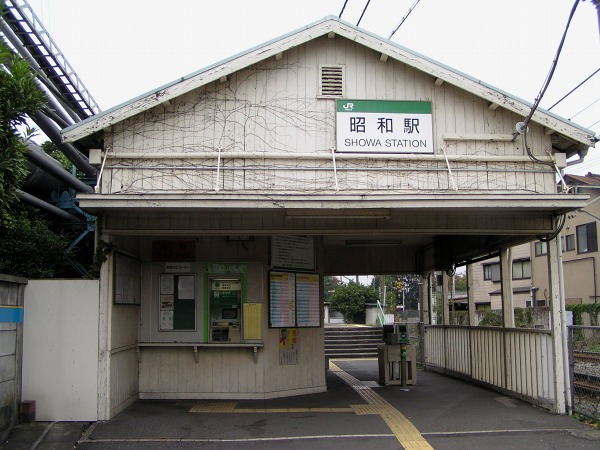
昭和駅
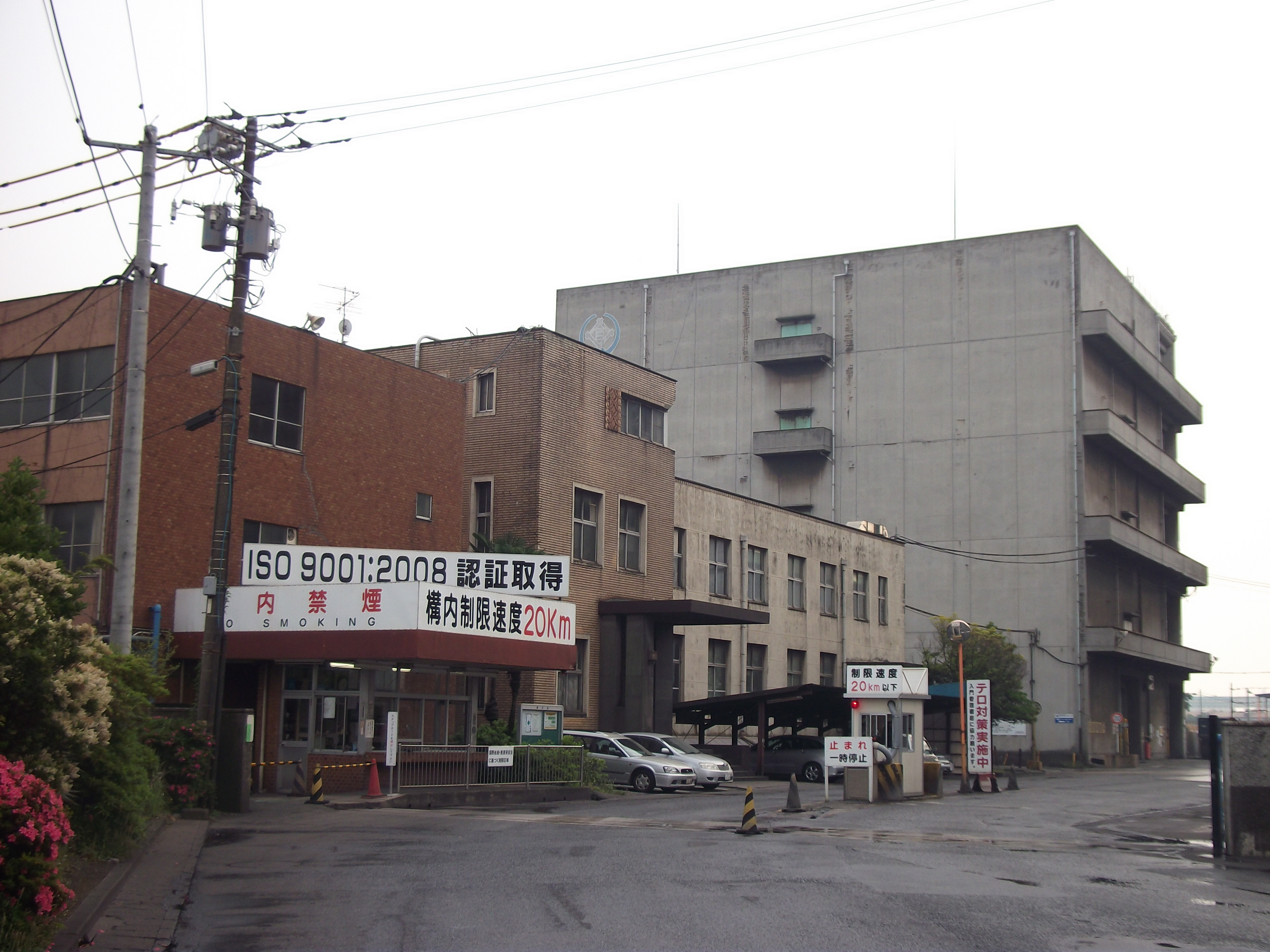
三井埠頭
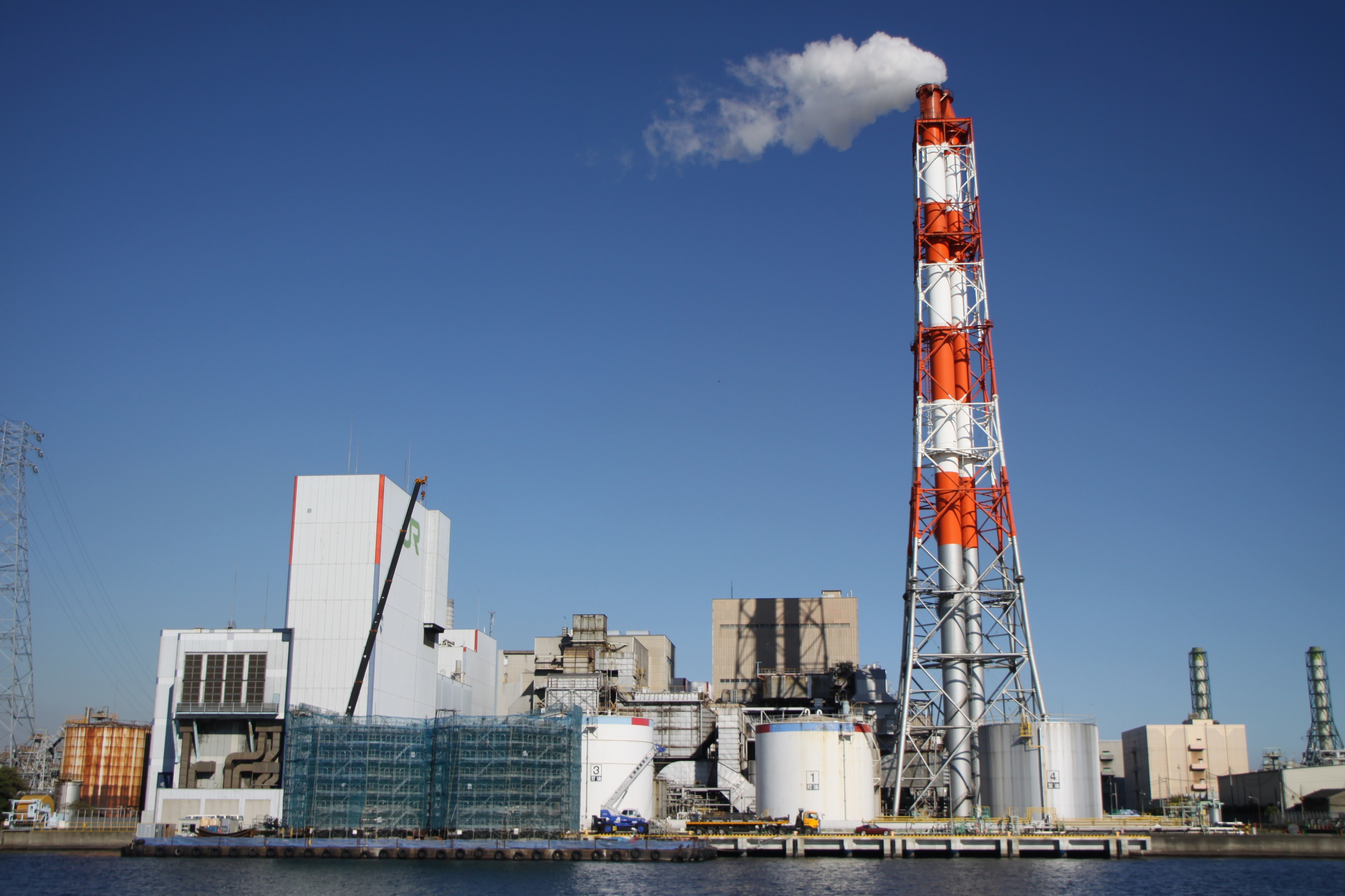
JR東日本川崎火力発電所
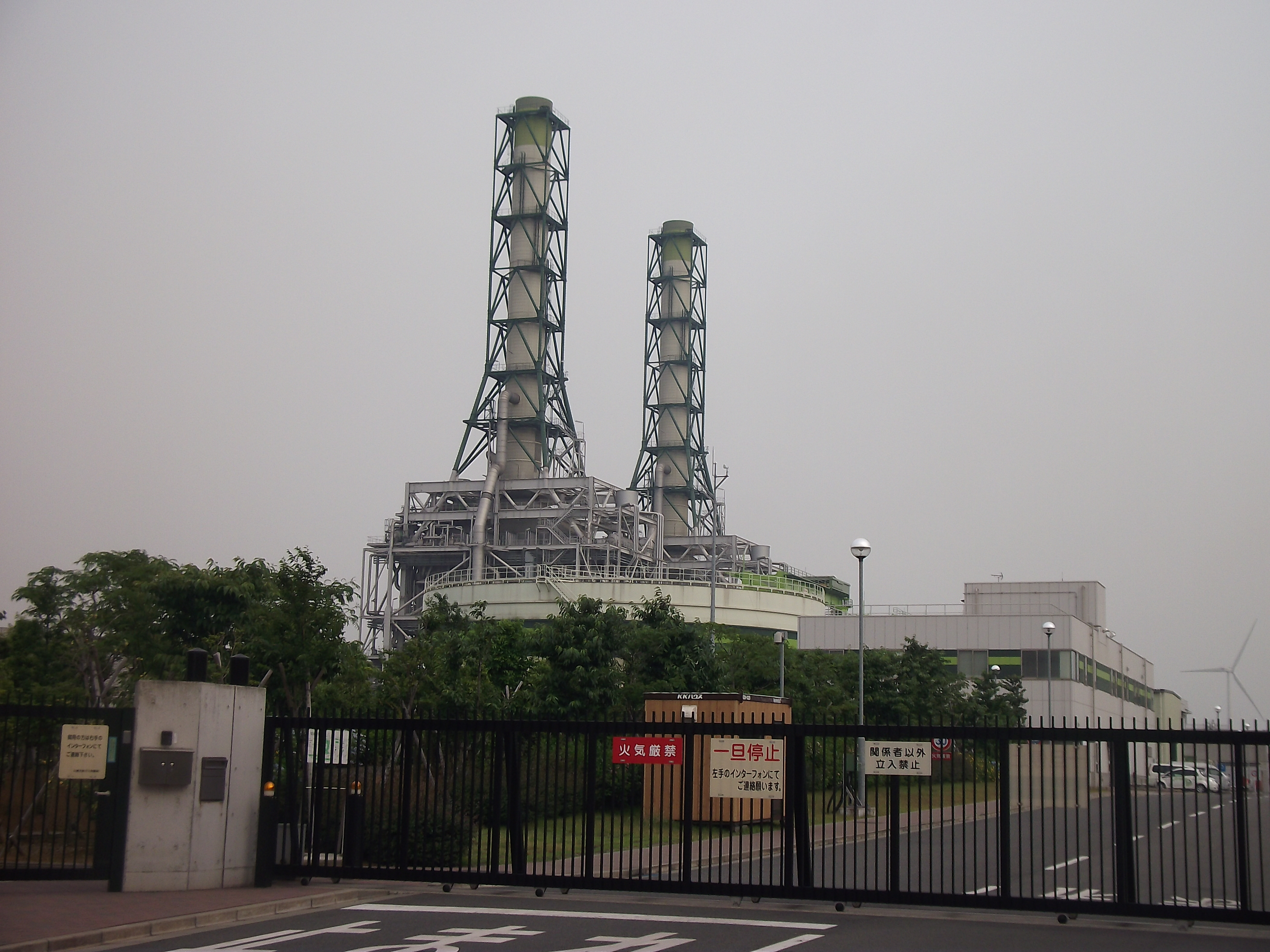
川崎天然ガス発電所
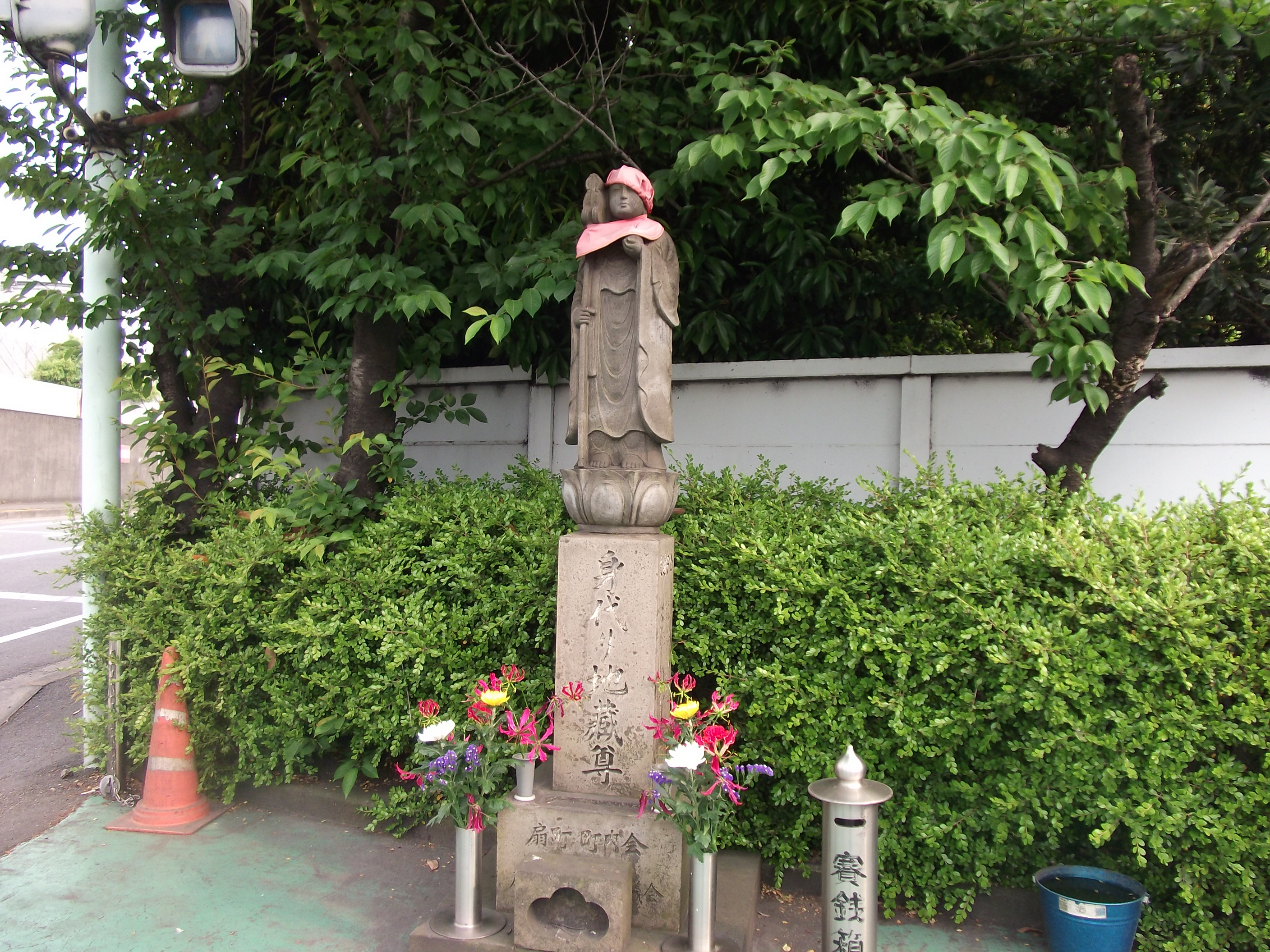
身代わり地蔵。空襲の慰霊碑として作られ、交通安全や操業安全の願いも込められている[8]。

## その他

### 日本郵便
- 郵便番号 : 210-0867[3]（集配局 : 川崎港郵便局[31]）

### 警察
町内の警察の管轄区域は以下の通りである。
| 番・番地等 | 警察署         | 交番・駐在所 |
| ---------- | -------------- | ------------ |
| 全域       | 川崎臨港警察署 | 浜町交番     |